# Frederik Lynge
Frederik Mikael Jakob Lynge (* 1. August 1889 in Qoornoq; † 1. November 1957 in Kopenhagen) war ein grönländischer Politiker, Kaufmann und Lehrer.

## Leben

### Frühes Leben
Frederik Lynge war der Sohn von Sivert Elias Kristian Karl Lynge (1853–1902) und seiner Frau Batseba Sara Juliane Helene Meyer (1856–1939). Er wuchs in einer Jägerfamilie auf, aber wegen seiner Intelligenz durfte er Grønlands Seminarium besuchen. Nach dem Abschluss 1909 konnte er aufgrund seiner Begabung eine weiterführende Ausbildung in Dänemark genießen. Nach seiner Rückkehr wurde er 1911 als Lehrer in Ilulissat angestellt. Er war Teil er christlichen Erweckungsbewegung Peĸatigîngniat und brachte in diesem Zusammenhang gemeinsam mit dem Pastor Hother Ostermann das Gesangbuch Sangbog for Jakobshavn heraus.

### Ehe und Nachkommen
Am 2. November 1913 heiratete er Louise Magdalene Maria „Mâliánguaĸ“ Fly (1895–1973), die Tochter von Mikkel Jens Henrik Fly (1871–1916) und Regine Katrine Mariane Bertheline Noahsen (1869–?). Aus seiner Ehe hatte er folgende Kinder:
- Christian Lynge (* 4. Dezember 1914 in Aasiaat)
- Jens Hans Lynge (* 29. August 1916 in Aasiaat; † 1985)
- Ado Frederik Lynge (* 12. Dezember 1918 in Akunnaaq)
- Augustine Jensine Lynge (* 24. Juni 1922 in Aasiaat)
- Julie Amalie Lynge (* 29. Oktober 1929 in Aasiaat)
- Kristine Kathrine Dorthe Lynge (* 16. September 1933 in Qullissat)
- Mikael Augustinus Lynge (* 22. Oktober 1935 in Qullissat)

Zu seinen Enkeln gehören die Politiker Aqqaluk Lynge (* 1947), Ole Lynge (* 1956) und der Schriftsteller Hans Anthon Lynge (* 1945).

### Politikkarriere

#### Beginn in Aasiaat
1913 gab er seine Lehrertätigkeit auf und trat in Dienste von Den Kongelige Grønlandske Handel. Er wirkte anfangs als Udstedsverwalter in Akunnaaq. 1919 wechselte er nach Aasiaat. 1922 saß er für eine Sitzung vertretungsweise für Valdemar Sørensen in Nordgrönland in Grønlands Landsråd. 1924 wurde er Vorsitzender des Gemeinderats in Aasiaat, was er bis 1932 blieb. 1926 wurde er auch Mitglied des Sysselrats im Kolonialdistrikt Egedesminde. 1927 wurde er erstmals fest in den Landesrat gewählt.

#### Wechsel nach Qullissat
1932 zog er nach Qullissat, wo er später Kolonialverwalter war, was für Grönländer zu diesem Zeitpunkt ungewöhnlich war. Nach seinem Wechsel nach Qullissat wurde er 1933 nicht mehr in den Landesrat gewählt. Von 1935 bis 1939 war er Gemeinderatsvorsitzender in Qullissat und saß auch dort im Sysselrat des Kolonialdistrikts Ritenbenk. 1939 wurde er wieder in den Landesrat gewählt. Im selben Jahr wurde er gemeinsam mit Gerhard Egede, Augo Lynge und Jens Olsen ausgewählt, an den Verhandlungen von 1939 im Grönlandausschuss des Rigsdags teilzunehmen. 1942 wurde er Vorsitzender des Sysselrats.

#### Nachkriegszeit
Nach Kriegsende schied er aus dem Landesrat aus. Er wurde jedoch wie sechs Jahre zuvor wieder Mitglied der Verhandlungen von 1946. Zwei Jahre nach den Verhandlungen wurde die Grønlandskommission gebildet, in der Frederik Lynge jedoch etwas überraschend nicht Mitglied wurde. Als Stellvertreter für Peter Mathæussen war er 1949 noch einmal Mitglied im Landesrat. 1950 beendete er seine Karriere als Kolonialverwalter. In Folge der Arbeit der Grønlandskommission wurden beide Landesräte ab 1951 vereinigt und Frederik Lynge wieder gewählt.
Er schrieb viele politische Artikel, die er in der nordgrönländischen Zeitung Avangnâmioĸ veröffentlichte. Besonders in Verbindung mit der Dekolonialisierung Grönlands war er eine wichtige Stimme. Obwohl in Südgrönland geboren, fühlte er sich aufgrund seines Umzugs nach Nordgrönland im Alter von 22 Jahren als Nordgrönländer und setzte sich immer für die besonders in Nordgrönland bedeutende Jagd ein. Er unterstützte die Dekolonialisierung Grönlands und die damit verbundene Eingliederung ins Königreich, sah dabei aber auch die Gefahr eines Identitätsverlusts für die grönländische Bevölkerung. Neben seinen politischen Essays und den in seinen jungen Jahren verfassten Gedichten schrieb er auch ein Buch über Hans Egede.

#### Späte Jahre als Folketingsabgeordneter
1953 wurde Grönland schließlich dekolonialisiert und erhielt als Teil des Königreichs Dänemark zwei Plätze im Folketing. Frederik Lynge wurde bei der Folketingswahl 1953 für Nordgrönland gewählt, während Augo Lynge im Wahlkreis Südgrönland gewählt wurde. Im selben Jahr wurde er Aufsichtsratsmitglied der König-Frederiks-IX.-und-Königin-Ingrids-Stiftung zur Tuberkulosebekämpfung, von Det Grønlandske Selskab und in der Foreningen til Hjælp for grønlandske Børn. 1955 wurde er Mitglied im Komitee der grönländischen Kindergärten. Von 1951 bis 1955 war er zudem Mitglied im Aufsichtsrat von Den Kongelige Grønlandske Handel und im Preis- und Lohnausschuss für Grönland. 1955 schied er endgültig aus dem Landesrat aus. Bei der Folketingswahl 1957 wurde er wiedergewählt. Er starb nur ein halbes Jahr nach der Wahl überraschend im Alter von 68 Jahren. Sein Stellvertreter Elias Lauf ersetzte ihn im Folketing.
Er erhielt die Kongelige Belønningsmedalje in Silber, war seit 1939 Ritter und seit 1952 Ritter 1. Grades des Dannebrogordens.